# ASC Dudweiler
Der Allgemeine Sport Club Dudweiler ist ein Sportverein aus dem Saarbrücker Stadtteil Dudweiler. Der Verein wurde am 22. Januar 1950 gegründet, zum Teil sind aber zugehörige Abteilungen älter als der Gesamtverein. Neben Fußball wird Tennis, Boxen, Luftsport und Badminton angeboten.
Der ASC Dudweiler verfügt über eine Vielzahl vereinseigener Anlagen: das Fußballstadion „Am Brennenden Berg“, die „ASC Arena“ (weiterer Rasenplatz, seit 2014 gepachtet von der Stadt Saarbrücken), ein Hartplatz, fünf Tennisplätze, Tennishalle, Klubheim Tennis und Fußball.
Die 2004 komplett sanierte „Alte Villa“ bietet nun Umkleideräume, Geschäftszimmer, Besprechungsraum und Platzwartwohnung.
Die Segelflieger besitzen vier Segelflugzeuge und einen Motorsegler und fliegen am Landesleistungszentrum Saar (LLZS) in Marpingen.

## Geschichte
Die Geschichte des ASC Dudweiler beginnt bereits Anfang des 20. Jahrhunderts. 1905 wurde in Dudweiler der erste Fußballverein „Teutonia Dudweiler“ gegründet, woraus 1912 der Sportverein „Hansa Dudweiler“ hervorging. Spielort des neugegründeten Vereins war nach den Plätzen Bremmenberg und am Richardschacht der „Kitten“. Aus den anfangs schwarz-weiß gestreiften Vereinsfarben wurde schnell blau-weiß, die heutigen Farben des ASC Dudweiler. Ab 1913 nahm der SV Hansa an der Runde des Saar-Pfalz-Verbandes teil. 1921 wurde der Sportplatz auf den Büchel in Dudweiler verlegt und war unter dem Namen „Hansa-Kampfbahn“ bekannt. Im Jahr 1945 benannte sich der Verein um in TSV Dudweiler.
Am 5. August 1947 wurde bei einer außerordentlichen Mitgliederversammlung im Vereinslokal Högel in der Bahnhofstraße die Namensänderung des Vereins beschlossen, fortan hieß er ASC Dudweiler. Es dauerte aber nochmals zwei weitere Jahre, bis die Satzung am 22. Januar 1950 errichtet war. Die erste Eintragung im Vereinsregister erfolgte am 12. Juni 1950.
Die ersten Präsidenten des ASC Dudweiler waren Karl Becker und Ludwig Geibig. In diese Zeit fällt der Stadion-Neubau „Am Brennenden Berg“. Voraussetzung hierfür war ein Gelände- und Gebäudetausch mit dem ATV Dudweiler im Jahr 1958: der ASC erhielt den Kitten-Sportplatz und das Haus (die „Alte Villa“), dem ATVD wurde die Hansa-Kampfbahn (der heutige „Jahnsportplatz“ im Alten Stadtweg) übereignet. Das Stadion wurde dann am 15. August 1959 eingeweiht. Den ersten beiden Präsidenten folgte Ferdi Behles (1971–1984), dessen Wirken besonders mit dem Bau der Sporthalle „Auf dem Kitten“ verbunden ist. Deren Fertigstellung war im April 1975. Unter Behles wurde auch die Stehplatz-Tribüne im Stadion ausgebaut.
Danach führte Willy Koch den Verein zwölf Jahre lang bis 1996. Willy Koch war nach dem Zweiten Weltkrieg aktiv am Wiederaufbau des saarländischen Fußballs beteiligt. Er war der erste Präsident des saarländischen Fußballverbandes (SFV) und verhalf dem Fußball im damaligen Saargebiet mehr und mehr zu Ansehen, auch im internationalen Bereich. Aufgrund seiner Verdienste für den Verein wurde er 1999 zum Ehrenpräsidenten des Großvereins ASC Dudweiler ernannt.
Im Oktober 1996 übernahm Heinrich Biehl die Präsidentschaft und bewirkte in seiner Amtszeit einen gewaltigen Schub im gesamten Verein. Mit neu eingeführtem Geschäftsführer und Einsatz eines Steuerberaters wurden Finanzen und Organisation neu aufgestellt, sowie die Vereinseigenen Anlagen (Haus „Alte Villa“, Klubheim und Tennishalle) saniert; insbesondere mit dem Bau der ASC Arena (neuer Rasenplatz mit Zuschauertribüne und ansprechendem Umfeld) wurde Großes geleistet und durch den erheblichen Anteil von Eigenleistungen keine Schulden gemacht. Mittels großer Sporttage präsentierte sich der Verein der Bevölkerung und konnte im Jahr 2000 das 50-Jährige bestehen des ASC Dudweiler feiern, wobei allerdings die meisten Abteilungen älter als der Gesamtverein sind.
Im November 2010 wurde Stefan Schorr zum Präsidenten des Vereins gewählt. Eine extrem schwierige Kassenlage machte es erforderlich, dass neben der Stilllegung von 3 Tennisplätzen die ASC-Arena an die Stadt Saarbrücken verkauft werden musste. Über einen Pachtvertrag ist die weitere Nutzung des Platzes für die nächsten 30 Jahre gesichert worden.
Seit der Generalversammlung im März 2014 führte Gabriele Ungers als erste Frau den Verein. Aufgrund persönlicher Gründe folgte ihr im März 2019 Fritz Weinbrecht, der allerdings bereits im Oktober desselben Jahres sein Amt an Uwe Wagner abgab.
In einer Außerordentlichen Mitgliederversammlung am 16. Dezember 2022, auf Grund des Rücktritts des bisherigen Präsidenten, stellte sich Fritz Weinbrecht erneut zur Wahl und wurde mit großer Mehrheit zum Präsidenten gewählt. Alle Ämter des Geschäftsführenden Vorstandes wurden neu besetzt.

## Erfolge

### Badminton
- Meister Rheinland-Saar-Pfalz-Liga (1987), Saarlandmeister (1971, 1977), Verbandspokalsieger[10] (1977)
- überregionale Klassen: Oberliga Mitte (89/90), Rheinland-Saar-Pfalz-Liga (1971–1973, 1977–1989)
- Deutsche Meisterschaften O35: 3. Plätze durch Dieter Fuhrmann (HD), Silvia Fuhrmann (DD), Hildegard Groß (DD)
- Südwestdeutsche Meister O35: Hildegard Groß, Silvia Fuhrmann, Dieter Fuhrmann, Jürgen Fuhrmann[11]

### Fußball
- Meister Amateurliga Saarland (1975), Saarlandmeister (1946)
- überregionale Klassen: Amateuroberliga Südwest (1981–1987), Oberliga Südwest (1977–1981), 2. Oberliga Südwest (1953–1962)
- DFB-Pokal: 2. Hauptrunde (1975), 1. Hauptrunde (1981, 1982, 1985)
- Saarland-Pokal: Pokalsieger (1980, 1981), Endspiel (1984)
- Endrunde der deutschen Fußballmeisterschaft der B-Junioren 1984/85
- Endrunde der deutschen Fußballmeisterschaft der A-Junioren 1986/87 (Viertelfinale)

## Persönlichkeiten

### Präsidenten
- Fritz Weinbrecht (2019, 2022-)[12][13]
- Uwe Wagner (2019–2022)[14]
- Gabriele Ungers (2014–2019)[15]
- Stefan Schorr (2010–2014)[16]
- Heinrich Biehl (1996–2010)
Bundesverdienstkreuz am Bande[17]
Sportplakette des Saarlandes 2008[18]
- Willy Koch (1984–1996)
Ehrenpräsident des ASC Dudweiler
1. Präsident des Saarländischen Fußballbundes SFB (1948–1950)
- Ferdi Behles (1971–1984)
Finanzminister des Saarlandes (1977–1980)
- Ludwig Geibig, Karl Becker (1950–1971)

### Sportler
- Karl-Heinz Kunkel (Fußball)
Nationalspieler Saarland 1956
- Dieter Finkler (Fußball, Spieler –1971)
ehem. Spieler in der 1. Bundesliga
- Stefan Abadjiev (Fußball, Trainer 1974–1975)
ehem. bulgarischer Nationalspieler
- Uwe Lorch (Boxen)
Profiboxer 1995–2002[19]
Internationaler Deutscher Meister 2000
Ring-/Punktrichter bei den Profis
- Alexander Lorch (Boxen)
Profiboxer 2019-[20]
- Jörg Reeb (Fußball, Trainer 2008–2010)
ehem. Spieler in der 1. Bundesliga
- Vera Winter (Badminton)
National- und Bundesligaspielerin bei TuS Wiebelskirchen
- Otto Rothfuchs (Flugsport)
ehem. Präsident des Aeroclub Saar